# اسپانیا در المپیک تابستانی ۱۹۷۶
اسپانیا در بازی‌های المپیک تابستانی ۱۹۷۶ که در شهر مونترال برگزار شد، کاروان اسپانیا با ۱۰۶ ورزشکار در این رقابت‌ها شرکت کرد و موفق به کسب ۲ مدال (۰ طلا، ۲ نقره، ۰ برنز) شد. در جدول رتبه‌بندی توزیع مدال‌ها، اسپانیا در ردهٔ ۳۰ مسابقات قرار گرفت.